# Rieti originario (grano)

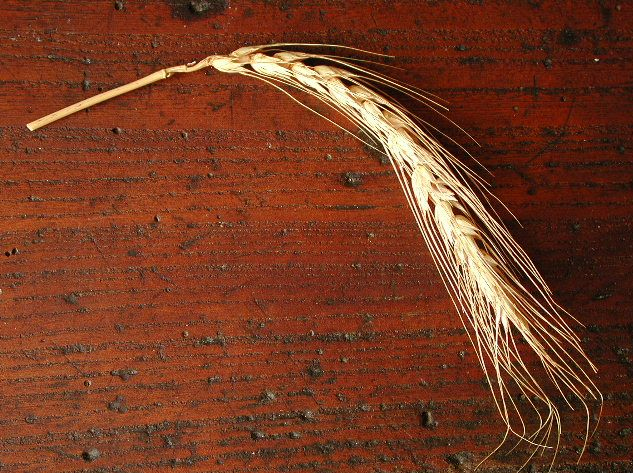
Il Rieti originario

Il Rieti originario è una cultivar di grano tenero autunnale, originaria della Piana Reatina e diffusa in tutta Italia specialmente tra l'Ottocento e il Novecento.
Molto apprezzata per l'alta resistenza alla ruggine, la varietà fu studiata dal genetista Nazareno Strampelli che la utilizzò come punto di partenza dei suoi esperimenti. È pertanto diretta progenitrice delle sementi elette che ebbero grande diffusione in Italia e all'estero a partire dagli anni Trenta.

## Storia

### Origini
La coltivazione del frumento nella Piana di Rieti ha origini molto antiche e si perde nella notte dei tempi.
La Piana Reatina, originata dal prosciugamento di un antico lago, e ancora parzialmente paludosa fino all'epoca moderna, ha un ambiente e un clima particolarmente favorevole allo sviluppo delle ruggini (freddo in inverno, caldo-umido in estate). Pertanto, per effetto della selezione naturale, il grano coltivato a Rieti ha acquisito nel corso dei secoli una notevole resistenza agli attacchi dei parassiti che provocano la ruggine.

### Esportazione

Un cespo di Rieti originario di straordinaria grandezza

Non è ben chiaro in quale epoca sia iniziata l'esportazione della varietà verso altri territori. È però certo che, già all'inizio dell'Ottocento, il seme Rieti originario era diffuso nell'Umbria e anche in qualche zona delle Marche e dell'Emilia (specialmente nelle campagne di Bologna, Modena e Ferrara).
Questo modesto commercio subì una netta accelerazione nella seconda metà del secolo, quando i miglioramenti nelle vie di comunicazione provocarono un forte aumento della richiesta del seme, che si diffuse in tutto il centro Italia spingendosi fino alla Pianura Padana e al meridione.
L'aumento della richiesta provocò un vertiginoso aumento del prezzo del seme, che in breve tempo arrivò a superare del 25-30% quello del grano per uso alimentare, e portò alla nascita di frodi e contraffazioni (con semi meno pregiati che venivano spacciati per Rieti originario). Inoltre alcuni agricoltori reatini spacciavano per Rieti originario il grano raccolto in collina o in altre zone del circondario, che però non presentava le stesse qualità di quello coltivato nella piana alluvionale di Rieti, contribuendo ad alimentare la confusione.
Per contrastare le frodi il 23 luglio 1871 il Comizio Agrario Sabino deliberò di farsi carico della mediazione tra produttori e acquirenti, garantendo così l'autenticità del seme. Il comizio si occupò inoltre di pubblicizzare i vantaggi del Rieti originario e promosse il miglioramento della procedura di selezione del seme tramite l'acquisto di macchinari meccanici.
Negli anni seguenti la varietà andò incontro ad un successo sempre maggiore: le vendite, favorite dall'apertura al traffico della ferrovia Terni-Rieti-L'Aquila, arrivarono a 20 000 ettolitri l'anno nel 1878 e a 30 000 nel 1884, mentre il prezzo del prodotto passò dalle 35 lire al quintale del 1875, a 41 nel 1876, a 45 nel 1877 per arrivare alle 50 lire del 1879 finché nel 1884 superava del 40-50% quello degli altri grani.
Il consistente aumento di prezzo del grano fu conseguenza della scarsa capacità imprenditoriale degli agricoltori reatini, che riuscivano a soddisfare le richieste solo in parte. Si distingueva per lungimiranza solo il principe Giovanni Potenziani, grande proprietario terriero della zona, che aprì un centro di smercio direttamente a Bologna (con il quale piazzava sul mercato emiliano dai 1000 ai 2000 quintali di semi l'anno), e che impiantò campi sperimentali nella zona di San Pastore per studiare la possibilità di aumento della produzione utilizzando fertilizzanti chimici.
In tale periodo il Rieti originario divenne un vero e proprio fenomeno della granicoltura italiana, tanto che sulla rivista Agricoltura Italiana si leggeva che «in tutta Italia vi è una gara, una ressa indicibile per avere il grano di Rieti; non si ha fede, non si confida che in esso» e se ne criticava il suo uso esageratamente generalizzato e indiscriminato.
Alla fine del secolo il ministero dell'Agricoltura lo indicava come uno dei grani più diffusi in Italia.
Nel 1905 una temporanea battuta d'arresto nelle esportazioni e il permanere del problema delle contraffazioni portarono alla costituzione dell'Unione Produttori Grano da Seme, che sostituì il Comizio Agrario Sabino.

### Gli esperimenti di Strampelli
Le qualità del Rieti originario spinsero l'agronomo e genetista Nazareno Strampelli a trasferirsi a Rieti per studiarlo da vicino, accettando la cattedra ambulante di granicoltura che fu istituita nel 1903. Strampelli utilizzò il Rieti come base dei suoi esperimenti e iniziò a incrociarlo con altri grani allo scopo di eliminare la sua tendenza all'allettamento.
Tuttavia ben presto venne alla luce la divergenza tra gli obiettivi di Strampelli (che intendeva dare vita a nuove specie, prendendo il meglio del Rieti originario e di altri grani provenienti da tutto il mondo) e quelli dell'ambiente agrario reatino (che voleva limitarsi a migliorare la specie autoctona per imporla maggiormente in Italia). I produttori reatini pertanto iniziarono a guardare con sospetto i grani di Strampelli e a ritenerli lesivi dei loro interessi, al punto che nel 1923 l'Unione Produttori Grano da Seme decise di cambiare nome in Unione Produttori Grano da Seme Rieti Originario e di espellere chi coltivava le specie di Strampelli.
Il successo delle nuove sementi elette, comunque, stava ormai superando quello della specie originaria; con il lancio della battaglia del grano da parte del regime fascista furono superate le ultime resistenze degli agricoltori locali, e in tutta Italia la diffusione a tappe forzate delle sementi di Strampelli portò al definitivo tramonto del Rieti Originario.
Ad ogni modo il patrimonio genetico del Rieti fu tutt'altro che perduto, anzi ebbe diffusione ancora maggiore: infatti quasi tutte le sementi elette ottenute da Strampelli erano state originate direttamente o indirettamente dall'incrocio con il Rieti. Tali varietà ebbero enorme diffusione sia in Italia che all'estero, e rimasero tra i grani più coltivati fino agli anni Sessanta.
A partire dagli anni 2010, in seguito ad un ritorno di interesse verso i cosiddetti "grani antichi" e la biodiversità, alcune aziende agricole hanno ripreso la coltivazione del Rieti Originario.

## Caratteristiche
Il Rieti Originario rientra nella categoria dei grani teneri autunnali aristati.
La sua qualità principale, che lo rendeva particolarmente apprezzato, era la straordinaria resistenza alle ruggini, una della cause di maggiore danno alle colture. Ad essa, il Rieti aggiungeva una produttività altissima per l'epoca, che a livello sperimentale superava molto spesso i 30 quintali per ettaro e che appariva straordinaria specialmente nelle annate caratterizzate da forti attacchi delle ruggini. Dagli studi condotti negli anni 1910 dai francesi Foëx, Vidal e Garola risultò che nessun altro frumento dell'epoca raggiungeva produttività medie così alte, così come anche in quello condotto nel 1876 a Parma dal Giornale di Agricoltura, Industria e Commercio del Regno d'Italia.
Il suo principale punto debole era la facilità con cui soffriva dell'allettamento. Inoltre, se coltivato all'esterno del suo habitat naturale reatino, perdeva le sue caratteristiche nel giro di 3-4 anni, cosa che costringeva le aziende agrarie ad acquistare periodicamente nuovi semi provenienti da Rieti con costo non trascurabile.